# Platynocheilus gracilis
Platynocheilus gracilis is een vliesvleugelig insect uit de familie Tetracampidae. De wetenschappelijke naam is voor het eerst geldig gepubliceerd in 1965 door Boucek.